# Blackboard Jungle

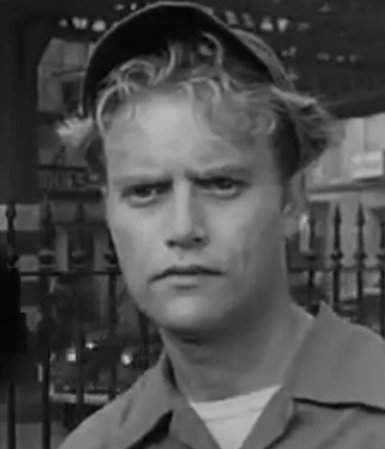
Vic Morrow

Blackboard Jungle is een Amerikaanse dramafilm uit 1955 onder regie van Richard Brooks. Het verhaal hiervan is gebaseerd op dat uit de gelijknamige roman van Evan Hunter, dat Brooks tot een scenario bewerkte. Hunter verwerkte in zijn boek zijn ervaringen in de zeventien dagen die hij in september 1950 les gaf aan de Bronx Vocational High School. Blackboard Jungle werd genomineerd voor de Oscars voor beste scenario, beste camerawerk in zwart-wit, beste art direction in zwart-wit en beste montage. Daarnaast werd Brooks voor zijn regie genomineerd voor een Directors Guild of America Award en voor zijn scenario voor een Writers Guild of America Award.

## Verhaal
Rick Dadier is een veteraan uit de Tweede Wereldoorlog en tegenwoordig een jonge leraar. Zijn vrouw is zwanger dus is hij wanhopig op zoek naar een baan. Samen met drie collega's wordt hij aangenomen op North Manual High School, een school in het centrum van New York. De school heeft een slechte reputatie en de leerlingen  zorgen regelmatig voor problemen. De meer ervaren leraren proberen de nieuwkomers te helpen om het anti-sociale gedrag van de leerlingen aan te pakken. Twee leerlingen springen er uit en hebben zich ontpopt tot leiders van de leerlingen: Gregory Miller en Artie West. Dadier probeert verschillende manieren uit om met de opstandige leerlingen om te gaan. Hij ziet uiteindelijk een oplossing, een confrontatie met de grootste relschopper. Aanvankelijk denkt hij dat Miller de grootste raddraaier is, zeker omdat hij elke uiting van zijn leraar neersabelt als een raciale provocatie, maar al snel ziet hij in dat West de echte leider is. Dadier staat nu op een kruispunt, of hij gaat weg en verliest zijn gezicht, of hij treedt West tegemoet in een rechtstreekse confrontatie.

## Rolverdeling
| Acteur          | Personage            |
| --------------- | -------------------- |
| Glenn Ford      | Richard Dadier       |
| Anne Francis    | Anne Dadier          |
| Louis Calhern   | Jim Murdock          |
| Margaret Hayes  | Lois Judby Hammond   |
| John Hoyt       | Mijnheer Warneke     |
| Richard Kiley   | Joshua Y. Edwards    |
| Emile Meyer     | Mijnheer Halloran    |
| Warner Anderson | Dokter Bradley       |
| Basil Ruysdael  | Professor A.R. Kraal |
| Sidney Poitier  | Gregory W. Miller    |
| Vic Morrow      | Artie West           |
| Dan Terranova   | Belazi               |
| Rafael Campos   | Pete V. Morales      |
| Paul Mazursky   | Emmanuel Stoker      |
| Horace McMahon  | Inspecteur           |

## Achtergrond
In de film gooien de leerlingen van de school hun jazzplaten uit het raam en schreeuwen om rock-'n-roll. Dit wordt gesymboliseerd door het nummer Rock Around the Clock van Bill Haley & His Comets' dat in de film drie keer terugkomt: aan het begin van de film als de namen van acteurs in beeld zijn, in de eerste scène en op het einde. Ook komt er nog een instrumentale versie voorbij. Blackboard Jungle was daarmee een belangrijke katalysator van de rock-'n-rollrevolutie in de muziek. Het was echter puur toeval dat het nummer werd gebruikt. De zoon van hoofdrolspeler Glenn Ford, Peter, onthulde in een artikel dat regisseur Richard Brooks in zijn platencollectie zocht naar een geschikt nummer. Peter Ford had net de nieuwe single van Haley gekocht, Thirteen Women en het was de B-kant, Rock Around the Clock die Peter fascineerde. MGM betaalde de schrijvers van het nummer 2500 dollar om het nummer drie keer te gebruiken in de film. Het nummer had een grote impact op het bioscooppubliek. In veel bioscopen werd gedanst op de muziek en braken rellen uit. In Nederland was de ontvangst van Blackboard Jungle (uitgebracht als 'Het Zaad der gewelddadigheid') nog lauw. Toen Rock Around the Clock in 1956 als film werd uitgebracht, braken ook in Nederland rellen uit.
Blackboard Jungle was een van meerdere films over opstandige tieners die in de jaren vijftig uitkwamen, net als onder meer The Wild One (1953) en Rebel Without a Cause (1955).

## Muziek
De volgende nummers zijn te horen in de film:
- Rock Around the Clock (James E. Myers/ Max Freedman) - Bill Haley and the Comets
- Invention for Guitar and Trumpet (Willis Holman) - Stan Kenton and His Orchestra
- The Jazz Me Blues (Tom Delaney) - Bix Beiderbecke and His Gang
- Let Me Go Lover (Jenny Lou Carson/ Al Hill) - Joan Weber